# Хильф, Арно
Арно Хильф (в России Арно Адамович Гильф, нем. Franz Arno Hilf; 14 марта 1858, Бад-Эльстер — 2 августа 1909, Бад-Эльстер) — немецкий скрипач и музыкальный педагог.
Начал учиться музыке у своего дяди Кристиана Вольфганга Хильфа (1818—1892), эльстерского капельмейстера. В 1871—1875 гг. учился в Лейпцигской консерватории под руководством Фердинанда Давида, Генри Шрадика и Энгельберта Рёнтгена.
В 1878—1888 гг. (с продолжительным отпуском в 1883—1884 гг.) жил и работал в Москве, был вторым концертмейстером оркестра Императорских театров, преподавал в Московской консерватории (среди его учеников, в частности, Виктор Вильшау), играл вторую скрипку в квартете Московского отделения Русского музыкального общества под руководством Ивана Гржимали. В 1888—1889 гг. концертмейстер в Оркестре Зондерсхаузена. С 1889 г. в Лейпциге, концертмейстер Оркестра Гевандхауса. В 1892 г. сменил Адольфа Бродского в должности профессора Лейпцигской консерватории и первой скрипки струнного квартета Гевандхауса (до 1898 года, когда его сменил Феликс Бербер; в составе квартета играли, в частности, Фердинанд Шефер и Юлиус Кленгель). Редактировал для издательства Peters издание струнного квартета Op. 30 П. И. Чайковского.